# Flagge von Illinois

Flagge von Illinois, 3:5

Die Flagge des US-Bundesstaates Illinois wurde am 6. Juli 1915 eingeführt.
Die Flagge zeigt das Staatssiegel auf weißem Feld. Das weiße Tuch erinnert an den „sklavenfreien Staat“. Das Staatssiegel in der Mitte aus dem Jahr 1810 basiert auf dem Wappen der Vereinigten Staaten. Die Jahreszahl 1818 bezieht sich auf die Gründung des Staates Illinois.
Der Weißkopfseeadler, das Wappentier der USA, hält ein Spruchband mit dem englischen Staatsmotto:

“State sovereignty, national union”

„Staatliche Souveränität, nationale Einheit“

Siegel von Illinois